# Hope Emerson
Hope Emerson (født 30. oktober 1897, død 24. april 1960) var en amerikansk sanger og skuespiller.
Efter hendes studier på West High School i Des Moines flyttede Emerson i 1916 til New York hvor hun spillede på vaudeville-teatre.
Emerson lavede sin Broadway-debut i Lysistrata i 1930. Hun lavede sin debut i Smiling Faces (1932), men vendte tilbage til teatret. I 1940'erne var Emerson kendt i USA som Elsie Cow's stemme i Borden Milks radioreklame.
Med en længde på 188 centimeter og en vægt på 109 kilo var Emerson en kraft i både film og teater. Hun vendte tilbage til Hollywood i 1946 og spillede karakterroller. Blandt hendes mest mindeværdige roller var som en cirkuskone, som vidnede til højre for Adams ribben (1949) og som en postordrebrud i Kvinderne drog vestpå (1952). Hendes mest berømte rolle, som den sadistiske kvindelige fangevogter Evelyn Harper i Indespærret (1950), som gav hende en nominering til en Oscar for bedste kvindelige birolle.
Hun spillede også roller i tv og havde en regelmæssig rolle i Peter Gunn, for hvilken hun modtog en nominering til en Emmy i 1958 og The Dennis O'Keefe Show (1959).
Emerson døde af leversygdom i en alder af 62 år og blev begravet på Grace Hill Cemetery i sin hjemby Hollywood.